# Gilbert Varga
Gilbert Varga (né en 1952 à Londres) est un chef d'orchestre britannique.

## Biographie
Il étudie le violon dès l'âge de quatre ans avec son père, Tibor Varga, un chef d'orchestre et violoniste hongrois. Après un accident mettant un terme à une carrière soliste probable, il se mit à étudier la direction avec Franco Ferrara, Sergiu Celibidache et Charles Bruck.
Ses débuts se font tout d'abord en Allemagne et en France, avec des orchestres de chambre comme le Tibor Varga Chamber Orchestra. De 1980 à 1985, il est chef d'orchestre principal du Hofer Symphoniker et de  1985 à 1990, du Philharmonia Hungarica à Marl, avec lequel il a fait des tournées en Allemagne, Autriche, Suisse et Italie. En 1990, sa dernière année en tant que directeur musical, il fait ses débuts hongrois dans une tournée avec Yehudi Menuhin.
Depuis cette époque, il est invité à diriger plusieurs ensembles européens dont l'Orchestre philharmonique de Munich, l'Orchestre symphonique de la WDR de Cologne, le Hr-Sinfonieorchester et l'Orchestre du Gürzenich de Cologne. De 1991 à 1995 il est chef invité permanent du Stuttgart Chamber Orchestra et de 1997 à 2000 du Malmö Symphony Orchestra et de 2001 à 2008 il est le chef principal du Euskadi Symphony Orchestra (Euskadiko Orkestra Sinfonikoa).

## Années récentes
En Amérique du Nord, il a aussi dirigé le Minnesota Orchestra, le Kansas City Symphony, l'Orchestre symphonique de Saint-Louis, le Toronto Symphony Orchestra et l'Orchestre symphonique de Milwaukee. Il est allé deux fois au Aspen Music Festival.
En Amérique du Sud, Varga s'est produit au Teatro Colon à Buenos Aires l'été 1999, retournant en mai 2000 durant une tournée sud-américaine avec l'Euskadi Symphony Orchestra. 
Il a aussi dirigé le Yomiuri Nippon Symphony Orchestra et l'Orchestre symphonique de Sydney.
En Europe, Varga a travaillé avec plusieurs grands orchestres, notamment l'Orchestre symphonique de la Radiodiffusion bavaroise, l'Orchestre philharmonique de Rotterdam, l'Orchestre de Paris, l'Orchestre du Festival de Budapest, l'Orchestre symphonique de Bamberg et le Hallé Orchestra. En 2001-2002, ses engagements incluent l'Orchestre national de Belgique, le Orchestre symphonique national de la RAI, le Orchestre symphonique de Göteborg (avec lequel il a fait un enregistrement avec le tromboniste Christian Lindberg) et des interprétations au Festival de musique du Schleswig-Holstein.
Au cours des saisons récentes, sa réputation en Amérique du Nord a grandi. Pendant la saison 2011- 2012, il fait ses débuts avec le Houston Symphony et revient au Philadelphia Orchestra (avec Yefim Bronfman), et d'autres orchestres, dont l'Orchestre symphonique d'Indianapolis, le Colorado Symphony Orchestra, l'Orchestre symphonique de l'Utah et le Nashville Symphony ainsi que le Minnesota Orchestra qu'il conduit chaque saison.
Gilbert Varga a aussi été appelé aux finales du Concours musical international Reine Elisabeth (Belgique) soit comme chef d'orchestre, soit comme membre du jury (2015 session violon).

## Discographie
- Siebenthal – Orchestre Philharmonique Bulgare de Roussé, Gilbert Varga - Symphonie Valaisanne (LP). Concert Hall, Guilde Internationale du Disque, 1976
- Chopin: Concerto pour piano n° 1 en mi mineur Op. 11 et n° 2 en fa mineur Op. 21. Gilbert Varga, Sequeira Costa, Royal Philharmonic Orchestra. Intersound Records, 1999
- Håkan Hardenberger, Malmö Symphony Orchestra, Gilbert Varga - Håkan Hardenberger Plays Swedish Trumpet Concertos (CD, Album), 2000
- Peter I. Tschaikowsky Von St. Petersburg Nach Moskau  (Divers). Box, comp + 3 CD). Das Beste Reader's Digest, 2001
- Sounds of the Basque Country. Compositeurs: Jesus Guridi, José María Usandizaga, Jesús Arámbarri, Andres Isasi, Francisco Escudero, Maurice Ravel. Chefs d'orchestre : Miguel Ángel Gómez Martínez,  Enrique García Asensio, Gilbert Varga et autres. Basque National Orchestra, Maria Bayo. Claves, 2003.
- Tschaikowsky: Concerto pour violon & orchestre en ré majeur, Op. 35; Sérénade pour cordes en do majeur, Op. 48.  Alfred Wallenstein (chef d'orchestre), Gilbert Varga (chef d'orchestre), London Symphony Orchestra, Stuttgarter Kammerorchester. Profil - G Haenssler, 2005
- Queen Elisabeth Competition Of Belgium - Piano 2007 (Divers). 3 CD, 2007
- Rubinstein: Symphonie n° 6 - Gilbert Varga (Chef d'orchesre), Philharmonia Hungarica
- Anna Vinnitskaya joue les concertos pour piano de Ravel et Prokofiev - Gilbert Varga (Chef d'orchestre)). Naive, 2010.
- La Jeune Philharmonie / De Jonge Filharmonie - Wendy Hoffman - Gilbert Varga - Concert de la Société philharmonique / Concert Van De Filharmonische Vereniging(CD, Album). Belgium.